# Paratettix ruwenzoricus
Paratettix ruwenzoricus är en insektsart som beskrevs av Rehn, J.A.G. 1914. Paratettix ruwenzoricus ingår i släktet Paratettix och familjen torngräshoppor. Inga underarter finns listade i Catalogue of Life.